# Ken Conter
Pour les articles homonymes, voir Conter.
Ken Conter (né le 23 mai 1999 à Luxembourg) est un coureur cycliste luxembourgeois, membre de l'équipe Snooze-VSD.

## Biographie
En 2017, chez les juniors (moins de 19 ans), Ken Conter devient champion du Luxembourg sur route et termine troisième d'une étape du Tour de Basse-Saxe juniors, sixième du Grand Prix Général Patton et septième du Tour de Haute-Autriche juniors. Sélectionné pour les championnats du monde à Bergen, il se classe 18e de la course en ligne, toujours dans sa catégorie.
Il décide de rejoindre le Chambéry CF en 2018, centre de formation de l'équipe AG2R La Mondiale. Pour sa première saison chez les espoirs (moins de 23 ans), il réalise quelques podiums sur des courses régionales françaises, terminant notamment deuxième du Grand Prix de Chamoux-sur-Gelon, derrière l'ancien professionnel Romain Bacon. En outre, il connait sa première sélection en équipe du Luxembourg espoirs pour le ZLM Tour, manche de la Coupe des Nations U23. Au mois de juillet, une fois son baccalauréat obtenu, il quitte son domicile de Reckange-sur-Mess pour s'installer à Chambéry.
En 2019, il se classe troisième du Grand Prix de Saint-Étienne Loire et quatrième de la Transversale des As de l'Ain au mois de mars, en France. En juin, il est sacré champion du Luxembourg sur route espoirs,. Il connaît en revanche une difficile fin de saison, abandonnant au championnat d'Europe espoirs et au Tour de l’Avenir.
Pour 2020, il signe avec l'équipe continentale luxembourgeoise Leopard. Son passage chez les professionnels n'aura duré qu'une seule saison. 
Depuis 2021, il court dans l'équipe amateur luxembourgeoise Snooze-VSD, avec laquelle il a notamment remporté un titre de champion du Luxembourg amateur sur route.  

## Palmarès

### Palmarès sur route
| - 2013 - 3e du championnat du Luxembourg sur route cadets - 2014 - 3e du championnat du Luxembourg du contre-la-montre débutants - 3e du championnat du Luxembourg sur route débutants - 2015 - 3e du championnat du Luxembourg sur route débutants - 2016 - 2e du championnat du Luxembourg sur route juniors | - 2017 - Champion du Luxembourg sur route juniors - 2019 - Champion du Luxembourg sur route espoirs - 3e du Grand Prix de Saint-Étienne Loire - 2022 - Champion du Luxembourg sur route élites sans contrat - 2023 - Vainqueur du Grand Prix de la CASC |

### Classements mondiaux
| Année                                 | 2018  | 2019  | 2020 | 2021  | 2022 | 2023  |
| ------------------------------------- | ----- | ----- | ---- | ----- | ---- | ----- |
| Classement mondial                    | 2728e | 1232e | nc   | 2068e | 984e | 1292e |
| UCI Europe Tour                       | 1806e | 856e  | nc   | 1403e | 717e | nc    |
|                                       |       |       |      |       |      |       |
| Légende : nc = non classéSource : UCI |       |       |      |       |      |       |

### Palmarès en cyclo-cross
- 2017-2018
  - 3e du championnat du Luxembourg de cyclo-cross espoirs
- 2021-2022
  - 3e du championnat du Luxembourg de cyclo-cross
- 2022-2023
  - 2e du championnat du Luxembourg de cyclo-cross
- 2023-2024
  - 3e du championnat du Luxembourg de cyclo-cross
  - Vainqueur du classement général de la Skoda Cross Cup
- 2024-2025
  - 3e du championnat du Luxembourg de cyclo-cross